# Даценко Віталій Іванович
Віта́лій Іва́нович Даце́нко — старшина I статті Збройних сил України, учасник російсько-української війни.

## З життєпису
У часі війни — старший розвідник 73-го морського центру спеціальних операцій.

## Нагороди
За особисту мужність і героїзм, виявлені у захисті державного суверенітету та територіальної цілісності України, вірність військовій присязі під час бойових дій та при виконанні службових обов'язків, відзначений — нагороджений
- 13 серпня 2015 року — орденом «За мужність» III ступеня.